# شهرستان دفیانس (اوهایو)
شهرستان دفیانس، اوهایو (به انگلیسی: Defiance County, Ohio) یک سکونتگاه مسکونی در ایالات متحده آمریکا است که در اوهایو واقع شده‌است.